# Уходящие из жизни
«Уходящие из жизни» — немой итальянский художественный фильм 1913 года. В главной роли Эрмете Цаккони.

## В ролях

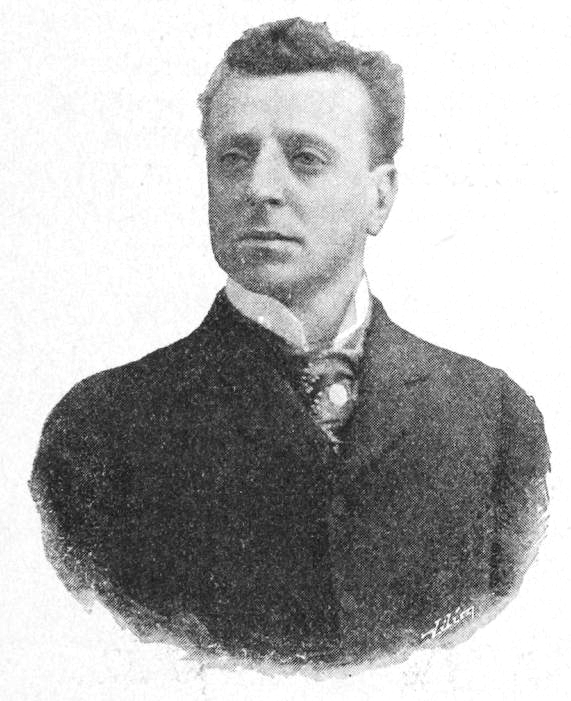
Эрмете Цаккони

- Эрмете Цаккони — Гюи
- Данте Теста[итал.]
- Лидия Кваранта

## Сюжет
Фильм состоит из трёх актов:

### Акт 1. «До свадьбы»

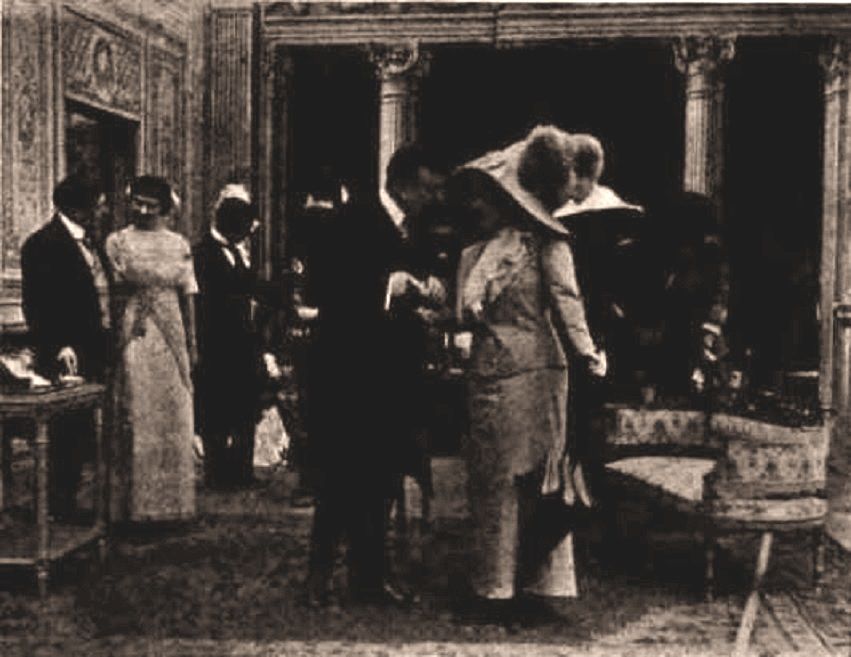
Кадр из фильма

Брат Лидии, Гюи, служивший в отдалённой колонии врачом, приезжает на родину в Италию, чтобы присутствовать при бракосочетании своей сестры с графом Альфредом. Он знакомится с семьёй графа и на него очень сильное впечатление производит сестра графа — Дора. В свою очередь и Дора не остается равнодушной к мужественному Гюи. Через некоторое время Гюи делает Доре предложение, которое ей охотно принимается. Теперь предстоят две свадьбы одновременно.

### Акт 2. «Молодой врач»
Обе молодые пары вполне счастливы, жизнь их полна удовольствий и любви и время летит быстро. Однажды у Доры, содержавшей обезьян, все животные погибают от неизвестной болезни. Дора просит Гюи вылечить последнюю обезьянку, которая осталась в живых. Вылечить обезьяну не удаётся, в тот же день она умирает, успев укусить Гюи за палец, когда он её осматривал. Молодой врач определяет, что причина смерти обезьян — туберкулёз. Он тщательно дезинфицирует свою рану от уксуса, но затем забывает о ней, так как считает, что заразиться так невозможно. Однако через некоторое время признаки болезни проявляются и у него. Гюи с ужасом убеждается, что он заразился чахоткой. Долг врача борется в нём с чувством влюбленного и первый одерживает верх. Гюи не может жениться на Доре и заразить её, а может быть и будущее потомство смертельной болезнью. Он решает уехать, скрыв причину своего отъезда, считая, что если он расскажет о своем недуге, то могут решить, что это наследственная болезнь и будет расстроен брак его сестры. Гюи исчезает, оставляя разбитое сердце Доры, которая предполагает измену.

### Акт 3. «Нет спасения»
Проходит очень немного времени и Гюи понимает, что ему уже нет спасения. Он принимает яд стрихнин, чтобы прервать нить своих страданий. Но слуга его поторопился исполнить предсмертное приказание своего хозяина и вместо того, чтобы отнести написанное им письмо с изложением всех причин, побудивших его исчезнуть и искать смерти на следующий день — он относит его в дом графа немедленно… В ужасе Дора, Лидия и Альфред спешат к умирающему, но уже поздно. Они застают лишь страшную картину предсмертной агонии умирающего от стрихнина Гюи.

## Интересные факты
- Один из первых фильмов, где врачи выступали консультантами. В частности, под наблюдением врачей были сняты сцена микроскопических исследований и сцена смерти от отравления стрихнином[2].